# Kajjari, Ranibennur
Kajjari là một làng thuộc tehsil Ranibennur, huyện Haveri, bang Karnataka, Ấn Độ.